# Bảo tàng Hoàng tử Lubomirski
Bảo tàng Hoàng tử Lubomirski (tiếng Ba Lan: Muzeum Książąt Lubomirskich) là một bảo tàng nghệ thuật tọa lạc tại số 37 phố Szewska, Wrocław, Ba Lan. Bảo tàng này là một trong những chi nhánh của Viện Quốc gia Ossolińskich (còn gọi là Ossolineum). Hoạt động của bảo tàng tập trung vào việc sưu tầm các tác phẩm nghệ thuật và các kỷ vật lịch sử liên quan đến lịch sử của dân tộc Ba Lan.

## Lịch sử
Vào ngày 25 tháng 12 năm 1823 tại Lviv, Józef Maksymilian Ossoliński thỏa thuận thành công với Hoàng tử Henryk Lubomirski về việc hợp nhất bộ sưu tập các tác phẩm nghệ thuật của cả hai người thành một chi nhánh mới của Ossolineum có tên là Musaeum Lubomirscianum. Từ năm 1870, các bộ sưu tập của Bảo tàng Lubomirski được trưng bày bên trong Phòng trưng bày tranh và Phòng in. Mieczysław Treter đảm nhiệm công việc phụ trách các bộ sưu tập của bảo tàng trong giai đoạn 1918 - 1922.
Vào tháng 9 năm 1939, sau khi quân đội Liên Xô chiếm đóng Lviv, Ossolineum được quốc hữu hóa, và bảo tàng bị giải thể. Bảo tàng Hoàng tử Lubomirski tái hoạt động vào năm 1995 ở Wrocław.